# Marie Göranzon
Britt-Marie Elisabeth Göranzon (født 27. oktober 1942) er en svensk skuespillerinde, der i mange år har været fast del af Dramatens ensemble. Hun blev uddannet på Dramatens elevskola i perioden 1964 til 1967, og har også medvirket i mange film og tv-serier.
Göranzon har været nomineret til to Guldbagge-priser for bedste kvindelige birolle i henholdsvis 2003 og 2021.

## Privatliv
Göranzon er gift med skuespilleren Jan Malmsjö, med hvem hun har sønnen Jonas (født 1971). Hun har også en datter fra sit tidligere ægteskab med Lars Amble (1939-2015).

## Udvalgt filmografi
- Kort er sommeren (1962)
- Jeg er nysgerrig (1967)
- Jeg er stadig nysgerrig (1968)
- Kristoffers hus (1979)
- Sejled' op ad åen (1981)
- Falsk som vand (1985)
- Nya Dagbladet (tv-serie, 1985)
- Den gode vilje (1992)
- Sort Lucia (1992)
- Frihedens skygge (tv-serie, 1994)
- Bert - Den siste oskulden (1995)
- Beck (tv-serie, 2001-2007)
- Alle elsker Alice (2002)
- Spaden (kortfilm, 2003)
- Dag og nat (2004)
- Mund mod mund (2005)
- Hoppet (2007)
- Blondie (2012)
- Bryllup, begravelse og dåb (tv-serie, 2019-2020)
- Orca (2020)
- Se upp för Jönssonligan (2020)
- Dancing Queens (2021)
- Bryllup, begravelse og dåb - filmen (2021)
- Ett dockhem (tv-film, 2023)